# Robert Young
Robert Young (Chicago, 22 de febrero de 1907-Westlake Village, California, 21 de julio de 1998) fue un popular actor estadounidense. Muy conocido por su papeles protagonistas en dos series televisivas de larga duración: el de Jim Anderson, el padre de Father Knows Best, y el del doctor Marcus Welby en Marcus Welby, M.D.

## Primeros años y carrera en Hollywood
Nacido en Chicago, los padres de Young eran un inmigrante irlandés y una estadounidense. Se graduó en la Abraham Lincoln High School de Los Ángeles. 
Tras actuar en el teatro, Young firmó un contrato con la Metro-Goldwyn-Mayer —el estudio que tenía más estrellas que el cielo— y a pesar de tener un estatus de nivel B, trabajó con algunas de las más ilustres actrices del estudio, tales como Margaret Sullavan, Norma Shearer, Joan Crawford, Helen Hayes, Luise Rainer y Helen Twelvetrees, entre otras muchas. Sin embargo, la mayoría de sus trabajos eran en películas de serie B, también conocidas como programadoras, y que requerían únicamente dos o tres semanas de rodaje. Los actores relegados a las mismas actuaban, tal y como hizo Young, en unos seis a ocho títulos anuales.
Recibió uno de sus papeles más agradecidos al final de su carrera con la MGM, en la película H.M. Pulham, Esq. (Cenizas de amor), en la cual Hedy Lamarr consiguió una de sus pocas reconocidas actuaciones. Dicho papel se le asignó, ya que actores de la serie A tales como Robert Montgomery lo habían rechazado. 
Tras la finalización de su contrato con MGM, su carrera siguió prosperando, y Young protagonizó comedias ligeras así como dramas mordaces para estudios tales como 20th Century Fox, United Artists, y RKO Pictures. A partir de 1943, Young asumió papeles más desafiantes, los cuales revelaron una profundidad dramática y una versatilidad no explotadas por MGM. Claudia, The Enchanted Cottage (Su milagro de amor), They Won't Believe Me, The Second Woman, y Crossfire (Encrucijada de odios) estaban entre sus muchas películas posteriores, en las que no solo fue bien aceptado por el público sino que también recibió elogios de la crítica. Su retrato de personajes poco simpáticos en varias de estas películas fue aplaudido por numerosos críticos.
Young actuó en 100 películas en una carrera cinematográfica que comprendió desde 1931 a 1952.

## Televisión
Tras su paso por el cine, inició su carrera televisiva, la cual se extendió hasta 1988. Es conocido por su papel en la serie Father Knows Best (1949-1954 en la radio, 1954-1960 en televisión), por la cual él y su compañera de reparto Jane Wyatt ganaron varios Emmy. Posteriormente Young creó, produjo y protagonizó la serie Window on Main Street (1961-1962), la cual solamente duró seis meses.
Más adelante se hizo famoso por Marcus Welby, M.D. (1969-1976), con la que ganó un Emmy para el mejor actor en una serie dramática. Young llegó a estar tan bien identificado con el papel que se hizo célebre con el anuncio de un medicamento, en el que aparecía con una bata y decía: «No soy médico, pero interpretó a uno en la TV». Siguió haciendo anuncios de televisión hasta finales de los años ochenta.
Robert Young tiene dos estrellas en el Paseo de la Fama de Hollywood, uno por su contribución al cine en el 6933 de Hollywood Boulevard y otro por su trabajo televisivo en el 6358.

## Vida personal
Estuvo casado con Betty Henderson desde 1933 hasta la muerte de ella en 1994. Tuvieron cuatro hijos. 
A pesar del hecho de que siempre representó a personajes felices y bien adaptados, Young sufrió depresión y alcoholismo, lo cual contribuyó a su intento de suicidio de 1991. Posteriormente hablaba llanamente de sus problemas en un esfuerzo para animar a personas en situación similar. El Robert Young Center for Community Mental Health, en Rock Island, Illinois, es un extenso centro de salud mental, llamado así en su honor.
Young falleció en su casa de Westlake Village, California, a los noventa y un años, a causa de un fallo respiratorio. Fue enterrado en el cementerio Forest Lawn Memorial Park, en Glendale, California.

## Filmografía

### Televisión
| - Marcus Welby, M.D. A Holiday Affair (1988) - Conspiracy of Love (1987) - Mercy or Murder? (1987) - The Return of Marcus Welby, M.D. (1984) - Little Women (1978) - My Darling Daughters' Anniversary (1973) | - All My Darling Daughters (1972) - Vanished (1971) - Marcus Welby, M.D. (1969-76) - Window on Main Street (1961-62) - Father Knows Best (1954-60) (radio, 1949-54) |

### Cine
| - The Black Camel, 1931 - The Sin of Madelon Claudet (El pecado de Madelon Claudet), 1931 - The Guilty Generation, 1931 - Hell Divers (Titanes del cielo), 1931 - The Wet Parade (Alcohol prohibido), 1932 - New Morals for Old, 1932 - Unashamed, 1932 - Strange Interlude (Extraño intervalo), 1932 - The Kid from Spain (Torero a la fuerza), 1932 - Men Must Fight (Los hombres deben pelear), 1933 - Today We Live (Vivamos hoy), 1933 - Hell Below (Honduras de infierno), 1933 - Tugboat Annie (Ana, la del remolcador), 1933 - Saturday's Millions, 1933 - The Right to Romance, 1933 - Carolina, 1934 - Spitfire (Mística y rebelde), 1934 - The House of Rothschild (La casa de los Rothschild), 1934 - Whom the Gods Destroy (Lo que los dioses destruyen), 1934 - Paris Interlude, 1934 - Death on the Diamond, 1934 - The Band Plays On, 1934 - West Point of the Air, 1935 - Vagabond Lady, 1935 - Calm Yourself, 1935 - Red Salute (El soldadito del amor), 1935 - Remember Last Night? (¿Recuerdas lo de anoche?), 1935 - The Bride Comes Home (La novia que vuelve), 1935 - It's Love Again, 1936 | - The Three Wise Guys, 1936 - Sworn Enemy, 1936 - The Bride Walks Out, 1936 - The Longest Night, 1936 - Stowaway, 1936 - Agente secreto/El agente secreto (Secret Agent), 1936 - Dangerous Number, 1937 - I Met Him in Paris (Le encontré en París), 1937 - The Emperor's Candlesticks (El secreto del candelabro), 1937 - Married Before Breakfast, 1937 - La novia vestía de rojo (The Bride Wore Red), 1937 - Navy Blue and Gold (Cadetes del mar), 1937 - Paradise for Three, 1938 - Three Comrades (Tres camaradas), 1938 - Josette, 1938 - The Toy Wife, 1938 - Rich Man Poor Girl, 1938 - The Shining Hour (La hora radiante), 1938 - Honolulu, 1939 - Bridal Suite, 1939 - Maisie, 1939 - Miracles for Sale, 1939 - Northwest Passage (Paso al Noroeste), 1940 - Florian, 1940 - The Mortal Storm, 1940 - Sporting Blood, 1940 - Dr. Kildare's Crisis, 1940 - Western Union (Espíritu de conquista), 1941 - The Trial of Mary Dugan, 1941 | - Lady Be Good, 1941 - Married Bachelor, 1941 - H.M. Pulham Esq. (Cenizas de amor), 1941 - Joe Smith American, 1942 - Cairo, 1942 - Journey for Margaret, 1942 - Sweet Rosie O'Grady, 1943 - Claudia (Claudia, esposa moderna), 1943 - Slightly Dangerous, 1943 - The Canterville Ghost, 1944 - The Enchanted Cottage (Su milagro de amor), 1945 - Those Endearing Young Charms (Encantos de juventud), 1945 - The Searching Wind, 1946 - Claudia and David, 1946 - Lady Luck, 1946 - They Won't Believe Me, 1947 - Crossfire (Encrucijada de odios), 1947 - Relentless, 1948 - Sitting Pretty (Niñera moderna), 1948 - That Forsyte Woman (La dinastía de los Forsyte), 1949 - Adventure in Baltimore, 1951 - That Forsyte Woman, 1951 - Bride for Sale (Se vende una novia), 1951 - And Baby Makes Three, 1951 - The Second Woman, 1951 - Goodbye My Fancy, 1951 - The Half-Breed, 1952 - Secrets of the Incas (El secreto de los incas), 1954 |